# 圣保罗欧布瓦
圣保罗欧布瓦（法語：Saint-Paul-aux-Bois，法語發音：[sɛ̃ pɔl o bwa]）是法国上法蘭西大區埃纳省的一个市镇，属于拉昂区。

## 地理
圣保罗欧布瓦（49°31'55"N, 3°12'13"E）面积11.13 平方千米，位于法国上法蘭西大區埃纳省，该省份为法国北部内陆省份，北起北部省，西接索姆省和瓦兹省，东临阿登省和马恩省，西南至塞纳-马恩省，东北部与比利时接壤。
与圣保罗欧布瓦接壤的市镇（或旧市镇、城区）包括：贝梅、比尚库尔、布莱朗库尔、尚村、马尼康、皮埃尔芒德、圣欧班、特罗利卢瓦尔。

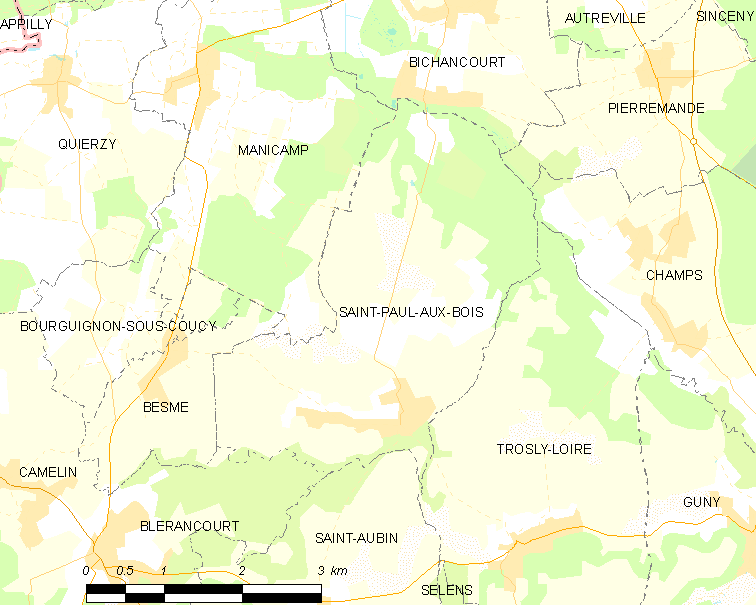
圣保罗欧布瓦的OSM定位图

圣保罗欧布瓦的时区为UTC+01:00、UTC+02:00（夏令时）。

## 行政
圣保罗欧布瓦的邮政编码为02300，INSEE市镇编码为02686。

## 政治
圣保罗欧布瓦所属的省级选区为埃纳河畔维克县。

## 人口

1962-2008年间圣保罗欧布瓦人口变化图示

圣保罗欧布瓦于2022年1月1日时的人口数量为360人。